# 勿来站
勿来站（日语：／ Nakoso eki */?）位于日本福岛县磐城市勿来町，是东日本旅客铁道（JR東日本）管辖的鐵路車站。

## 历史
- 1897年2月25日 - 作为日本铁道的车站投入运营。
- 1909年10月12日 - 线路名制定，归属常磐线。
- 1987年4月1日 - 国铁分割民营化后成为JR东日本和日本货物铁道车站。
- 2003年10月1日 - 停止办理货运业务，专用线停用。
- 2006年
  - 3月20日：指定席自动售票机和自动闸机投入使用。
  - 4月1日：日本货物铁道车站取消，彻底停办货运。
- 2009年3月14日 - 随着东京近郊区间扩大，开始支持使用Suica。
- 2013年4月1日 - 站房改造工程竣工[2]。

## 车站结构
侧式站台2台2线构成的地上车站。站台之间通过跨线桥连接。现有2条线之间的线路已在2016年拆除，车站还残存货车线路遗迹。
JR东日本综合服务管理的业务委托站。站内设有自动闸机和指定席自动售票机。

### 站台配置
| 站台 | 路线    | 方向 | 目的地         |
| ---- | ------- | ---- | -------------- |
| 1    | ■常磐线 | 上行 | 水户、土浦方向 |
| 2    | ■常磐线 | 下行 | 磐城方向       |

（來源：JR東日本:車站構內圖 （页面存档备份，存于））

## 使用情况
根據JR東日本，2018年度（平成30年度）1日平均上車人次為833人。
近年的推移如下表。
| 上車人次推移       | 上車人次推移     | 上車人次推移    |
| 年度               | 1日平均 上車人次 | 來源            |
| ------------------ | ---------------- | --------------- |
| 2000年（平成12年） | 1,195            | [ 利用客数 2 ]  |
| 2001年（平成13年） | 1,154            | [ 利用客数 3 ]  |
| 2002年（平成14年） | 1,116            | [ 利用客数 4 ]  |
| 2003年（平成15年） | 1,093            | [ 利用客数 5 ]  |
| 2004年（平成16年） | 1,062            | [ 利用客数 6 ]  |
| 2005年（平成17年） | 1,022            | [ 利用客数 7 ]  |
| 2006年（平成18年） | 968              | [ 利用客数 8 ]  |
| 2007年（平成19年） | 936              | [ 利用客数 9 ]  |
| 2008年（平成20年） | 868              | [ 利用客数 10 ] |
| 2009年（平成21年） | 816              | [ 利用客数 11 ] |
| 2010年（平成22年） | 767              | [ 利用客数 12 ] |
| 2011年（平成23年） | 806              | [ 利用客数 13 ] |
| 2012年（平成24年） | 774              | [ 利用客数 14 ] |
| 2013年（平成25年） | 770              | [ 利用客数 15 ] |
| 2014年（平成26年） | 773              | [ 利用客数 16 ] |
| 2015年（平成27年） | 895              | [ 利用客数 17 ] |
| 2016年（平成28年） | 862              | [ 利用客数 18 ] |
| 2017年（平成29年） | 857              | [ 利用客数 19 ] |
| 2018年（平成30年） | 833              | [ 利用客数 20 ] |

## 其他
- 白墙装饰的站房以让人联想起勿来关，2002年入选东北车站百选。

## 相鄰車站
東日本旅客鐵道（JR東日本）
■常磐線
部分特急列车“常陸”停靠本站。
大津港－勿來－植田

### 使用情况
1. ↑  . 東日本旅客鉄道.   [2019-07-12]. （原始内容存档于2019-07-05）.
2. ↑  . 東日本旅客鉄道.   [2019-03-05]. （原始内容存档于2019-03-27）.
3. ↑  . 東日本旅客鉄道.   [2019-03-05]. （原始内容存档于2019-03-27）.
4. ↑  . 東日本旅客鉄道.   [2019-03-05]. （原始内容存档于2019-03-27）.
5. ↑  . 東日本旅客鉄道.   [2019-03-05]. （原始内容存档于2019-03-27）.
6. ↑  . 東日本旅客鉄道.   [2019-03-05]. （原始内容存档于2019-03-27）.
7. ↑  . 東日本旅客鉄道.   [2019-03-05]. （原始内容存档于2019-03-27）.
8. ↑  . 東日本旅客鉄道.   [2019-03-05]. （原始内容存档于2019-03-27）.
9. ↑  . 東日本旅客鉄道.   [2019-03-05]. （原始内容存档于2019-04-02）.
10. ↑  . 東日本旅客鉄道.   [2019-03-05]. （原始内容存档于2019-03-27）.
11. ↑  . 東日本旅客鉄道.   [2019-03-05]. （原始内容存档于2019-03-27）.
12. ↑  . 東日本旅客鉄道.   [2019-03-05]. （原始内容存档于2019-03-27）.
13. ↑  . 東日本旅客鉄道.   [2019-03-05]. （原始内容存档于2019-03-27）.
14. ↑  . 東日本旅客鉄道.   [2019-03-05]. （原始内容存档于2019-03-27）.
15. ↑  . 東日本旅客鉄道.   [2019-03-05]. （原始内容存档于2016-04-04）.
16. ↑  . 東日本旅客鉄道.   [2019-03-05]. （原始内容存档于2019-03-27）.
17. ↑  . 東日本旅客鉄道.   [2019-03-05]. （原始内容存档于2019-03-23）.
18. ↑  . 東日本旅客鉄道.   [2019-03-05]. （原始内容存档于2019-03-27）.
19. ↑  . 東日本旅客鉄道.   [2018-07-06]. （原始内容存档于2019-03-25）.

## 外部連結
- 車站資訊（勿來）：東日本旅客鐵道